# Borsodi Sörgyár Kft.
A Borsodi Sörgyár Kft. kelet-magyarországi sörgyár, mely a Borsod-Abaúj-Zemplén vármegyei Bőcs község mellett működik. A gyár jelenleg a Molson Coors Brewing Company tulajdonában van.

## Története
Az 1960-as évek végén egyre nagyobb mértékben fogyott Magyarországon a sör, ezért építették fel Bőcs határában az új üzemet 1973-ban. A helyszín kiválasztásánál előnyt jelentett a vízellátás (itt folyik a Hernád folyó) valamint a jó közlekedési kapcsolatok (kezdetben a vasút közelsége). Ekkor még a Magyar Országos Söripari Vállalat tagja volt, és kétféle terméket gyártottak: a Borsodi Világost és az erősebb alkoholtartalmú Borsodi Kinizsit. Az 1980-as évektől kezdve licensz alapján forgalmazhatták a Spaten sört, továbbá 1987-ben az első magyar alkoholmentes sört, a Borsodi Pólót is.
1990-ben alakult részvénytársasággá és az 1991-es privatizációjától fogva a belga Anheuser-Busch InBev cég tulajdona lett. Ekkoriban bővült a termékpaletta: megjelent a saját barna sörük, a Borsodi Barna, valamint licensz alapján a Stella Artois és a Holsten is itt készült. A kilencvenes évek közepén vették fel ma is ismert dizájnjukat a gyár termékei: a korábbi bézs-barna színvilágot metálzöldre cserélték, a márkák felirata piros lett, és egyfajta címerként a sörfőző eszközök is a címkére kerültek. Erre az időre tehető a dobozos sörök megjelenése is.
A 2000-es években frissítették a dizájnt, emellett a Borsodi jelentkezett Magyarországon elsőként a műanyag flakonos, úgynevezett "strapa-palack" kiszerelésű, 1 literes sörrel. Bemutatták a limitált kiadású félbarna sört, a Borostyánt, valamint az emelt alkoholtartalmú Borsodi Bivalyt. Eközben modernizálták az üzemet is.
2009. december 1-jén a CVC Capital Partners (CVC) nemzetközi kockázati tőketársaság megvásárolta az Anheuser-Busch InBev-től a kilenc kelet-európai sörgyárát, és StarBev cégcsoport néven, prágai központtal működtette azokat. A gyár termékpalettája újra átalakult, ahogy a dizájn is: a söröscímkén a címer helyére egy ágaskodó ló került. Erre az időre tehető az alkoholmentes ízesített sörcsalád, a Borsodi Friss bevezetése, valamint egy sikertelen kísérlet búzasör készítésére.
2012 áprilisában a CVC eladta a StarBevet az amerikai-kanadai Molson Coors sörgyárnak, amely jelenleg is a cég tulajdonosa. A Borsodi több, saját márkás termék bevezetésével próbálkozott, nem sok sikerrel: a Super Dry, a vörös söröket idéző Borsodi Tüzes és a jéghidegen szűrt Borsodi Jeges csak pár évig voltak kaphatóak, ahogy az egyes kocsmákban nitrogénnel csapolt Borsodi Nitro is. Ebből az időszakból a speciális recept alapján készített Borsodi Mester maradt meg hosszabb távon. A cég közben licensz alapján már a Beck's és a Staropramen söröket is elkezdte gyártani, majd miután a tulajdonos megszerezte a MillerCoors vegyesvállalatban meglévő részesedését, a Miller sört is. 2016-ban debütált az újfajta, jellegzetes alakú sörösüveg is.
A 2020-as években "Borsodi Szitu" néven egy új termékcsaládot dobtak piacra: saját IPA-t, hoplagert, meggyes, gyömbéres, trópusi gyümölcsös és amber ale-t. Ebben az időben a legtöbb sörüknél elhagyták a sokáig alkalmazott kukoricagrízt.

## Termékek[3]

### Saját termékek

#### Borsodi Sör
A gyár legrégebbi terméke, 1973-tól 1996-ig mint Borsodi Világos forgalmazták. A Magyarországon kapható világos sörök szokásos alkoholtartalmával (4,5%) rendelkező, pils típusú, alsó erjesztésű sör. Összetevők: víz, árpamaláta, árpa, komló, sörélesztő. 2022-ben új repceptúra szerint kezdték el főzni, így kikerült belőle a kukoricadara.

#### Borsodi Bivaly
A Magyarországon kapható világos sörök szokásos alkoholtartalmánál magasabb alkoholtartalommal (6,5%) rendelkezik. Illata és szénsavtartalma megegyezik más Borsodi sörével, a recept pedig eredetileg kukoricagrízzel készült, de 2022-től ebből is kihagyják. A termékfejlesztés után 2003-ban vezették be a piacra először fél literes, visszaváltható üvegpalackos kiszerelésben, melyet 2004-ben követett az eldobható, (szintén fél literes) alumíniumdobozos változat.
A Magyarországon kapható világos sörök szokásos alkoholtartalmánál (4,5-5%) magasabb alkoholtartalommal (6,5%) rendelkezik. Illata és szénsavtartalma megegyezik más Borsodi sörével. Összetevői: víz, árpamaláta, kukoricadara, komló, sörélesztő, borkén E224 (kálium-metabiszulfit).

#### Friss termékcsalád
Kezdetben (2011-ben) még mint Borsodi Friss került bevezetésre, 2025-ben került le a "Borsodi" megnevezés a termékről. Valamennyi alkoholmentes, söralapú üdítőital. Az elsőként bemutatott íz a radler-jellegű citromos volt, ma pedig már számtalan más ízben is kapható: görögdinnye-eper, gránátalma-meggy, körte-alma, málna-áfonya, és mangó-maracuja. A gyártó fontosnak tartja kiemelni, hogy alacsony kalóriatartalmú termékek, a gránátalma-meggy ízesítésű Friss pedig koffeint is tartalmaz.

#### Borsodi Mester
2018-tól kezdték el főzni, Németh András sörfőző mester receptúrája alapján. Kétféle komló (magnum és žateci) és kétféle maláta (pilseni és müncheni) felhasználásával készül. Ez a sör már a kezdetektől kukoricagríz nélkül készült. A kritikusok nem voltak jó véleménnyel róla: a Kontár Komlókutató blog 5-ből 3 pontot adott a sörre, kiemelve, hogy "gríz nélkül is lehet pocsék sört készíteni". A Sörfigyelő is gyenge osztályzatot adott neki: 5,5/10 pontra értékelte.

#### Borsodi Hoppy
2020-ban mutatták be, a "Borsodi Szitu" termékcsalád első tagjaként, a többi sörtől markánsan elütő dizájnnal. Eleinte kapható volt üveges változatban is, manapság szinte csak dobozos kiszerelés készül belőle. Hoplager típusú sör, alapvetően egy lager, amely erősebben komlózott, 4,5%-os alkoholtartalmú.

#### Borsodi IPA
Szintén 2020-ban került fel a termékpalettára, a Hoppyhoz hasonló dizájnnal. Korábban ebből is létezett üveges változat, ma már csak dobozos. Kesernyés India Pale Ale, 5%-os alkoholtartalommal.

#### Borsodi Gyömbér Ale
2022-től kapható, nevében gyömbér ale, azonban ténylegesen egy gyömbérrel ízesített lager sör, 4%-os alkoholtartalommal.

#### Borsodi Tropical Ale
Szintén 2022-ben mutatkozott be. 4%-os alkoholtartalmú, a világos sört narancslé, mangólé, maracujalé és guavalé segítségével ízesítik.

#### Rákóczi Sör
Korábban a gyártó prémium terméke volt, 5,3%-os alkoholtartalommal, ma már 4%-os, kukoricagrízzel készített receptúrája miatt alsópolcos sör. Kapható 2 literes műanyag palackos változatban is.

### Licensz alapján gyártott
- Beck's
- Belle-Vue Kriek
- Corona
- Coors
- Guinness
- Hoegaarden
- Leffe
- Löwenbräu
- Miller Genuine Draft
- Staropramen
- Stella Artois

## Megszűnt termékek

### Saját termékek
- Borostyán: a gyártó 2003-ban bemutatott és csak néhány évig forgalmazott félbarna söre.
- Borsodi Póló: 1987-ben mutatkozott be, mint az ország első alkoholmentes söre. Jellegzetessége a kék címkéje volt. A 2010-es évek végén vezették ki a piacról, a helyét a Friss termékcsalád vette át.
- Borsodi Barna: a gyártó barna söre, amit az 1990-es évektől a 2000-es évek elejéig forgalmaztak.
- Borsodi Kinizsi: a gyár egyik első terméke volt, magas (6,3%) alkoholtartalmú világos sör, amely az 1990-es évek végén szűnt meg.
- Borsodi Nitro: kizárólag egyes kocsmákban volt kapható 2017-től kezdve pár évig. Nevével ellentétben valójában cseh Staropramen volt, különlegessége pedig, hogy szén-dioxid helyett felerészben nitrogénnel csapolták, ami miat jellegzetesen kavargó-zavaros textúrája volt[12].
- Arany Sas: alacsony alkoholtartalmú (3%), alsópolcos sör, a 2000-es évek végén, 2010-es évek elején gyártották egy rövid ideig.
- Huszár Sör: a gyártó 1980-as évek végén, 1990-es évek elején forgalmazott, 5,3%-os prémium söre.
- Borsodi Búza: a gyártó első búzasöre, amely a búzamaláta mellett szokatlan módon pektint és kukoricagrízt is tartalmazott, 4,6%-os alkoholtartalom mellett. Nem volt túl népszerű, 2011-ben mutatták be, de a következő évben már ki is került a forgalomból.
- Borsodi Super Dry: 2016-ban mutatták be, mint újdonságot a magyar piacon. A super dry sörök jellegzetessége, hogy nincs semmilyen utóízük, a Borsodi azonban kukoricagríz és kálium-metabiszulfit hozzáadásával készítette, amely miatt mégis volt neki. Mindössze egy évig forgalmazták, alkoholtartalma 4% volt.
- Borsodi Tüzes: 2017-ben mutatták be és egészen 2020-ig gyártásban volt. Lassú tűzön főzött vörös sör, 4,6%-os alkoholtartalommal.
- Borsodi Jeges: egyszerre mutatták be a Borsodi Tüzessel és egyszerre is vonták ki vele, lényegében annak párja volt. A recept megegyezett a Borsodi Sörrel, azonban jéghidegen szűrték- 4,6%-os alkoholtartalmú volt.
- Borsodi Meggy Ale: a gyártó első saját meggysöre, 2021-ben mutatkozott be a "Borsodi Szitu" termékcsalád tagjaként. 2024-től már nem forgalmazzák.
- Borsodi Amber Ale: felsőerjesztésű félbarna sör, 4,6%-os alkoholtartalommal, melyet 2021-ben mutattak be és 2024-ben vezettek ki.

### Licensz alapján gyártott
- Bärengold
- Franziskaner
- Frisch Fassl
- Frostenburg
- Greifen
- Königsberg
- Königsbräu
- Krügel
- LöwenWeisse
- Reinberger
- Riesenbrau
- Spaten
- St.Martin's Beer
- Weisenberg
- Wundertal